# Мантенья, Андреа
Андре́а Манте́нья (итал. Andrea Mantegna; ок. 1431, Изола-ди-Картуро — 13 сентября 1506, Мантуя) — выдающийся живописец раннего итальянского Возрождения, представитель падуанской школы живописи. Его творчество с 1460 года было связано с городом Мантуей, поэтому его фамилию иногда трактуют в значении «Мантуанец», или «Мантуанский мастер». Художник упоминается также в исторических хрониках под прозваниями «Скварчоне» (по фамилии усыновившего его учителя) и «Андреа да Падова» (Андреа из Падуи). Отличительной особенностью его творчества является экспрессивная, жёсткая, почти графичная манера живописи.

## Биография
Мантенья родился около 1431 года в итальянском местечке Изола-ди-Картура близ Венеции в семье плотника. Джорджо Вазари упоминает профессию пастуха, но это считается выдумкой историографа, к тому же вместо Падуи он называет родным городом Мантеньи Мантую. В раннем возрасте Андреа вынужден был покинуть родной дом и переехать в Падую, где его материально поддерживал старший брат Томмазо, работавший там портным. По просьбе брата четырнадцатилетнего мальчика усыновил падуанский живописец Франческо Скварчоне, который также начинал с портного.
В 1441—1445 годах имя Андреа Мантеньи появляется среди членов гильдии падуанских живописцев. Скварчоне был не только художником, но и исследователем античности: путешествовал по Греции, привозил в Италию фрагменты древнегреческих скульптур, коллекционировал античные монеты, был среди основателей местной гильдии живописцев Святого Луки (Вазари называет Академию художеств). Мантенья под влиянием Скварчоне также увлёкся античной историей, стал изучать латинский язык. Скварчоне заставлял своих учеников рисовать с гипсовых слепков античных скульптур, статуй неоаттической школы, копировать картины известных художников. Таким образом школа Скварчоне представляла собой «малую академию художеств».
В возрасте 17 лет Мантенья через суд добился права работать независимо от Скварчоне.
Первая большая самостоятельная работа Мантеньи — оформление капеллы Оветари церкви Эремитани (1449—1455) — принесла юному художнику заслуженную славу и официальное приглашение от мантуанского правителя, герцога Лудовико III Гонзаги, стать его придворным художником. С 1460 года и до конца своей жизни Мантенья становится придворным художником в Мантуе, где он пережил трёх мантуанских правителей — представителей рода Гонзага, и неизменно оставался для каждого из них «лучшим мастером современности».
В 1454 году в Венеции Андреа Мантенья женился на Никколозе, дочери живописца Якопо Беллини (и сестре выдающихся живописцев Джованни и Джентиле Беллини).
В 1466—1467 годах Мантенья посетил Тоскану, а в 1488—1490 годах Рим, где по просьбе папы Иннокентия VIII украсил фресками его капеллу в ватиканском Бельведере (разрушена в XVIII веке). В целях ознакомления с новыми тенденциями развития искусства, Мантенья в 1467 году совершил краткое путешествие во Флоренцию, а в 1468 году в Пизу.
Мантенья скончался 13 сентября 1506 года в Мантуе. Похоронен в базилике Сант-Андреа.

## Творчество
Творчество Мантеньи и своеобразный стиль его живописи происходят из разных источников. В середине XV века Падуя была центром учёности, славилась своим университетом, там работали выдающиеся художники: Донателло, Якопо Беллини, Паоло Уччелло. Испытав влияние флорентийской школы, в том числе Донателло, Мантенья, в свою очередь, оказал воздействие на флорентийскую и венецианскую школы живописи.
От своего учителя Скварчоне он унаследовал любовь к античности и истории Древнего Рима. Мантенья стал знатоком и собирателем произведений античного искусства. Он увлекался археологией, геометрией, классической архитектурой и латинской поэзией. Его идеалом «были сильные, благородные и жестокие герои Древнего Рима, такие, какими их описал Тит Ливий. Мантенья сам себя называл первым римским живописцем, имея в виду именно такое понимание возрождения античности». В своей живописи он следовал традиции флорентийца Мазаччо, но отдавал предпочтение более стойкой и «жёсткой» технике темперной живописи, как это было принято у старых мастеров венецианской школы.

В 1447 году молодой Мантенья вместе с учителем отправился в Венецию в качестве подмастерья, а уже в следующем году создал свою первую самостоятельную работу — полиптих для церкви Санта-София в Падуе (не сохранился). В том же году он написал портрет евангелиста Марка, ныне хранящийся в Штеделевском музее во Франкфурте.

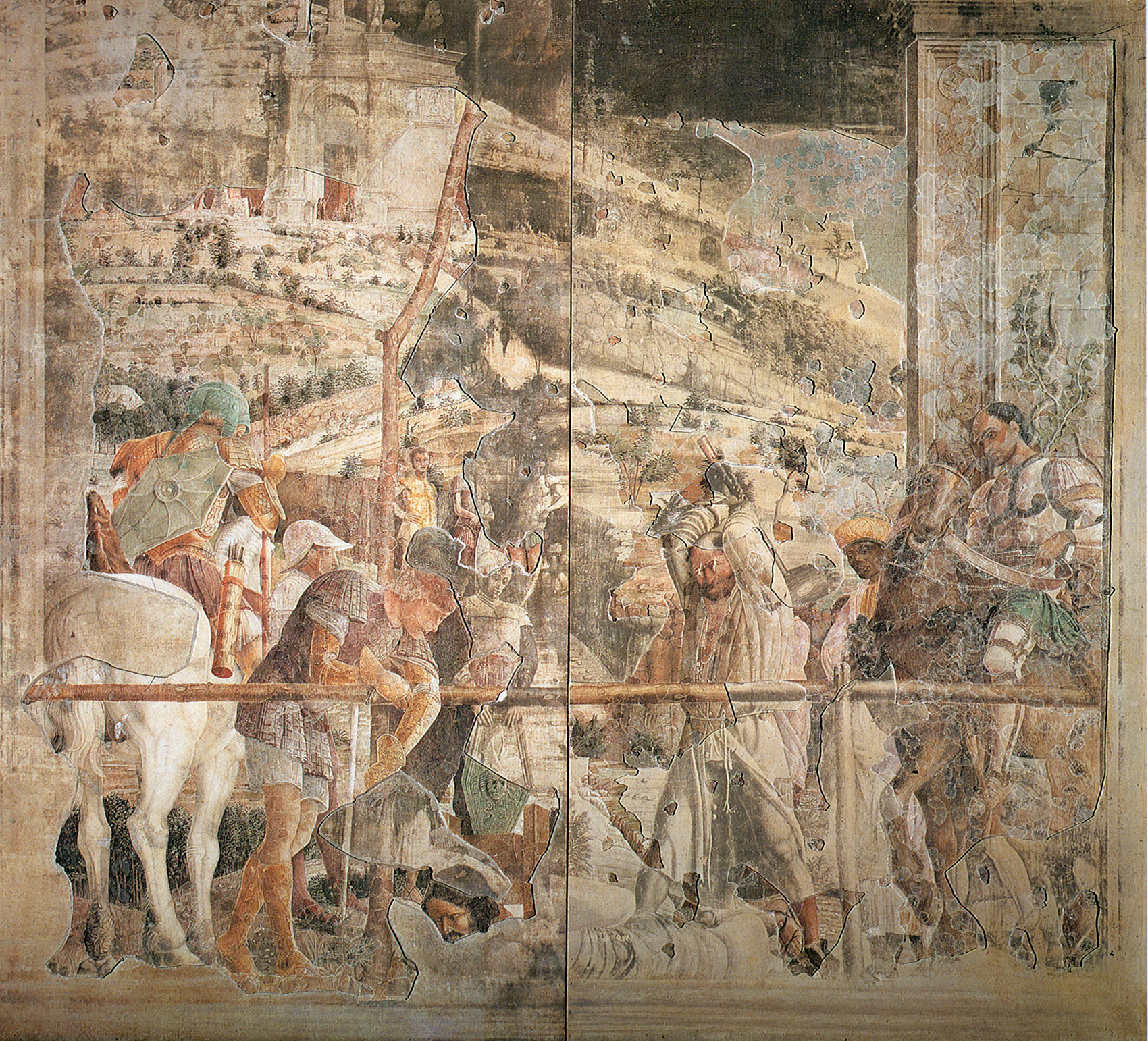
Фреска «Мученичество святого Иакова» (1449 год) в капелле Оветари — первая большая самостоятельная и датированная работа 18-летнего Монтеньи.

Первой крупной работой художника совместно с Никколо Пиццоло, учеником Донателло, стали росписи капеллы Оветари в падуанской церкви Эремитани с 1449 по 1455 годы (вторая часть фресок была доверена Антонио Виварини и Джованни д’Аллеманья). С самого начала работы превосходство Мантеньи было очевидным, поскольку в этой работе полностью проявился его индивидуальный стиль, заключающийся в сочетании передачи глубокой перспективы пейзажа с элементами античных мотивов и архитектуры.
С 1460 года при дворе мантуанских правителей из рода Гонзага художник познакомился со многими выдающимися людьми своего времени. Камера дельи Спози (итал. Camera degli Sposi — «Брачный чертог»), или «Камера пикта» (итал. Camera picta — «Расписанная комната») — помещение в Палаццо Дукале в Мантуе, расписанное фресками Мантеньи в 1465—1474 годах, в том числе с использованием перспективных обманок в стиле «тромплёй», была оформлена Мантеньей вопреки принципам архитектурной теории Л. Б. Альберти, приобретавшей в то время значение нового классицистического канона. Работа Мантеньи, законченная в 1474 году, стала одним из наиболее выдающихся достижений итальянского Возрождения, она принесла художнику заслуженную известность и открыла новые возможности пространственных решений в живописи для последующих итальянских живописцев от Корреджо до Тьеполо.

## «Триумфы Цезаря»
В 1486 году Мантенья начал работу над циклом «Триумфы Цезаря», состоящим из девяти огромных панно, заказанных Франческо Гонзагой для украшения стен дворцового театра в Мантуе. Их часто называют фресками, что не соответствует действительности, поскольку они не столько написаны, сколько нарисованы в жёсткой, графичной манере темперой по холсту в «римском стиле». Поэтому правильнее, но также условно, их именуют «картонами». Огромные холсты, каждый около трёх метров длиной, составляют непрерывную ленту — фриз длиной около тридцати метров. На каждом изображён фрагмент шествия: проходящие справа налево воины, рабы, пленники, кони, слоны, несущие трофеи Цезаря, добытые в Галльской войне: штандарты, драгоценности, оружие, дорогую утварь. Фигуры изображены почти в натуральную величину, с очень низкого горизонта, в сильных ракурсах (они как бы стоят на уровне глаз зрителя), что усиливает их монументальность и величие изображённых сцен. Этот собирательный образ римского триумфа — символ славы Рима и воинской доблести — кредо не только «Божественного Юлия», но и самого художника. Суровость стиля усилена до такой степени, что изображённые фигуры кажутся слепками с древнеримских рельефов. С другой стороны, произведение Мантеньи подобно скульптурному фризу Парфенона афинского Акрополя работы Фидия с учениками. Ассоциации с античностью усиливает обобщённая трактовка формы, одновременно графичной и объёмной, действительно напоминающей скульптурный фриз. Этим произведением восхищался выдающийся мастер Северного Возрождения Альбрехт Дюрер.
В 1629 году английский король Карл I приобрёл шедевр Мантеньи, и после перемены многих мест, с 1679 года «картоны» экспонируются в «Нижней Оранжерее» садов загородного дворца английских королей Хэмптон-Корт. В 1598—1599 годах мантуанский гравёр на меди и на дереве в технике кьяроскуро Андреа Андреани по рисункам живописца, рисовальщика и гравёра Бернардо Мальпицци с оригиналов Мантеньи создал свою версию «Триумфа Цезаря» (девять листов, цветная кьяроскуро в четыре доски: чёрная контурная и три тоновых типа гризайль; некоторые листы раскрашены от руки). Таким образом, существуют три версии этого произведения: оригиналы Мантеньи, находящиеся в Хэмптон Корте, рисунки Мальпицци и гравюры А. Андреани (часть раскрашенных листов имеется в собрании Метрополитен Музея в Нью-Йорке).
Произведения Мантеньи были новаторскими, и даже в наше время их принимают не все. Некоторых зрителей отторгает странное противоречие пафоса идеализации, героизации персонажей и жестокий натурализм в изображении деталей. Так, например, И. В. Гёте писал о творчестве художника, что «в нём ощущается противоречие, которое с первого взгляда невозможно разрешить… Мантенья стремится выдержать то, что называется стилем, создать единую норму для отображения своих фигур… Однако ему удаётся и самая непосредственная, самая индивидуальная естественность при изображении разнообразных фигур и характеров… Обе стихии присутствуют в его творчестве не раздельно, а тесно переплетённые». За такое противоречие Мантенью осуждали многие художники. Кроме того, в сравнении с многими произведениями его современников в живописи Мантеньи отсутствует привычная христианская идеализация образов. Недаром его называли «язычником», вероятно, не только за увлечение античной историей. Даже библейские фигуры и евангельские персонажи Мантенья уподоблял барельефам римских саркофагов и статуям триумфальных арок. «Как Боэций в философии, он был не только первым, но и последним римлянином» в искусстве Нового времени. Б. Р. Виппер назвал подход Мантеньи к изображению «физиологичным, натюрмортным».
Мантенья стал изучать пластическую анатомию вслед за Антонио дель Поллайоло непосредственно на трупах, несмотря на запрет Папы Сикста IV на подобные штудии — проводить вскрытие можно было лишь при наличии специального разрешения.
Задолго до бунтаря Караваджо, мастера «жестокого реализма», не смущавшегося изображать святых с грязными пятками и багровыми руками, Андреа Мантенья также не скрывал телесную некрасивость своих героев, стремясь к максимальному правдоподобию. Однако Мантенье была чужда и нарочитость, избыточность эмоций. Он достигал драматизма напряжённостью лиц, изображением страдающей, изувеченной материи, например, обломков античной архитектуры. И в этом смысле телесность его героев мало отличалась от материальности архитектурных памятников. Не случайно в изображении Мантеньи человеческая плоть напоминает камень. Это было отчасти языческое, отчасти христианское возвращение к особой средневековой телесности. После Мантеньи такой подход к изображению стали называть «падуанским стилем».
Творчество Мантеньи оказало влияние на Джованни Беллини, Альбрехта Дюрера, Михаэля Пахера, Франческо Франча.

## Произведения
- Шествие святого Иакова на казнь (сохранилась частично). 1449—1455. Капелла Оветари церкви Эремитани. Падуя.
- Моление о чаше. 1455—1456. Национальная галерея, Лондон.
- Алтарь Сан Дзено. 1456—1459. Церковь Сан Дзено, Верона.
- Смерть Марии. 1462. Музей Прадо, Мадрид.
- Росписи Камеры дельи Спози. 1465—1474. Палаццо Дукале, Мантуя.
- Битва морских божеств. Ок. 1470. Резцовая гравюра на меди. Чатсуорт-хаус, Дербишир.
- Святой Себастьян. 1480. Лувр, Париж.
- Триумф Цезаря. Серия холстов. 1485—1488. Хэмптон-корт, Лондон
- Юдифь. Тушь, перо, кисть. 1491. Уффици, Флоренция.
- Парнас. 1497. Лувр, Париж.
- Ecce Homo. 1500. Музей Жакмар-Андре, Париж.
- Мёртвый Христос. Ок. 1500. Пинакотека Брера, Милан.

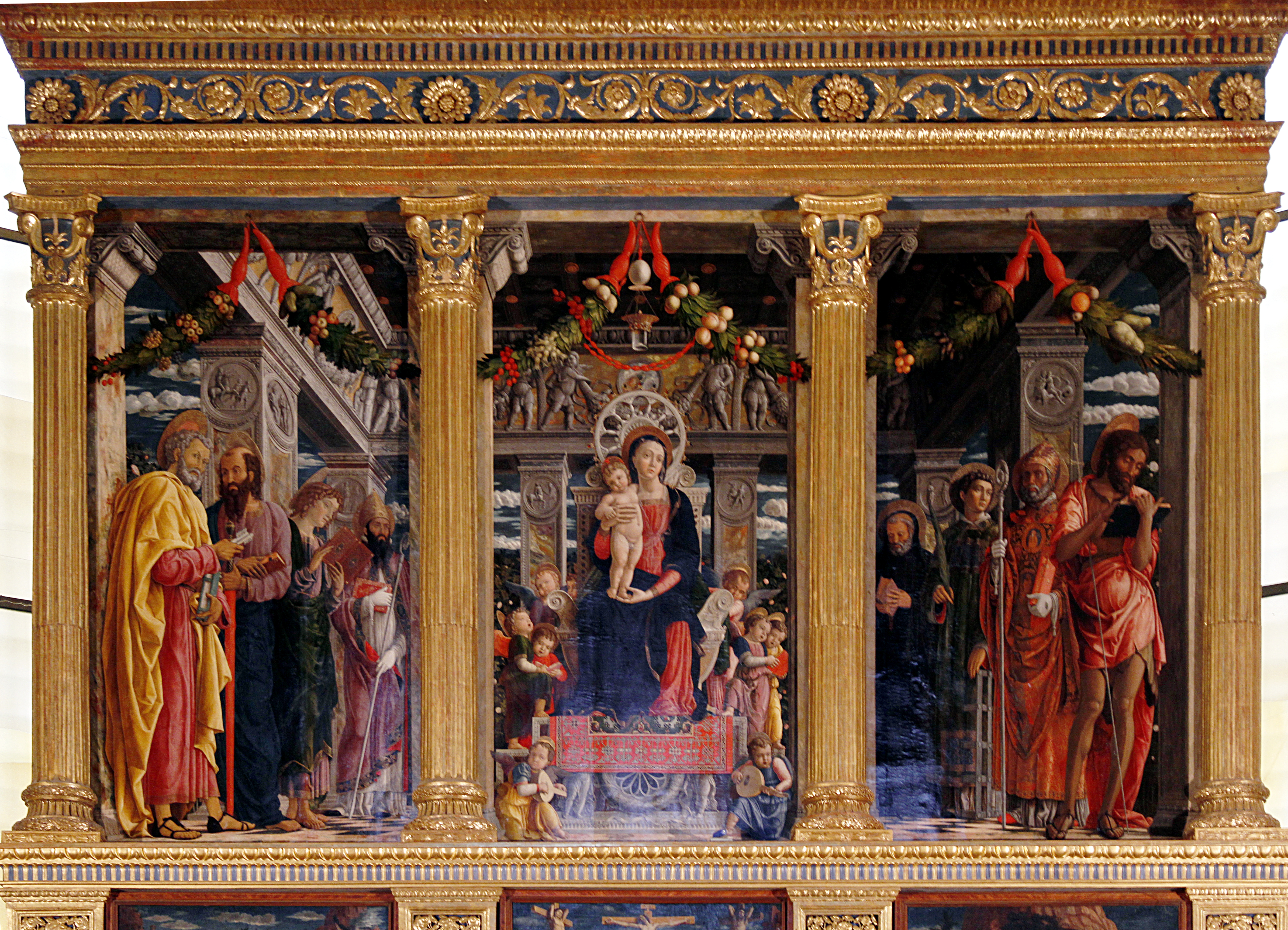
Алтарь Сан-Дзено. 1456—1459. церковь Сан Дзено, Верона
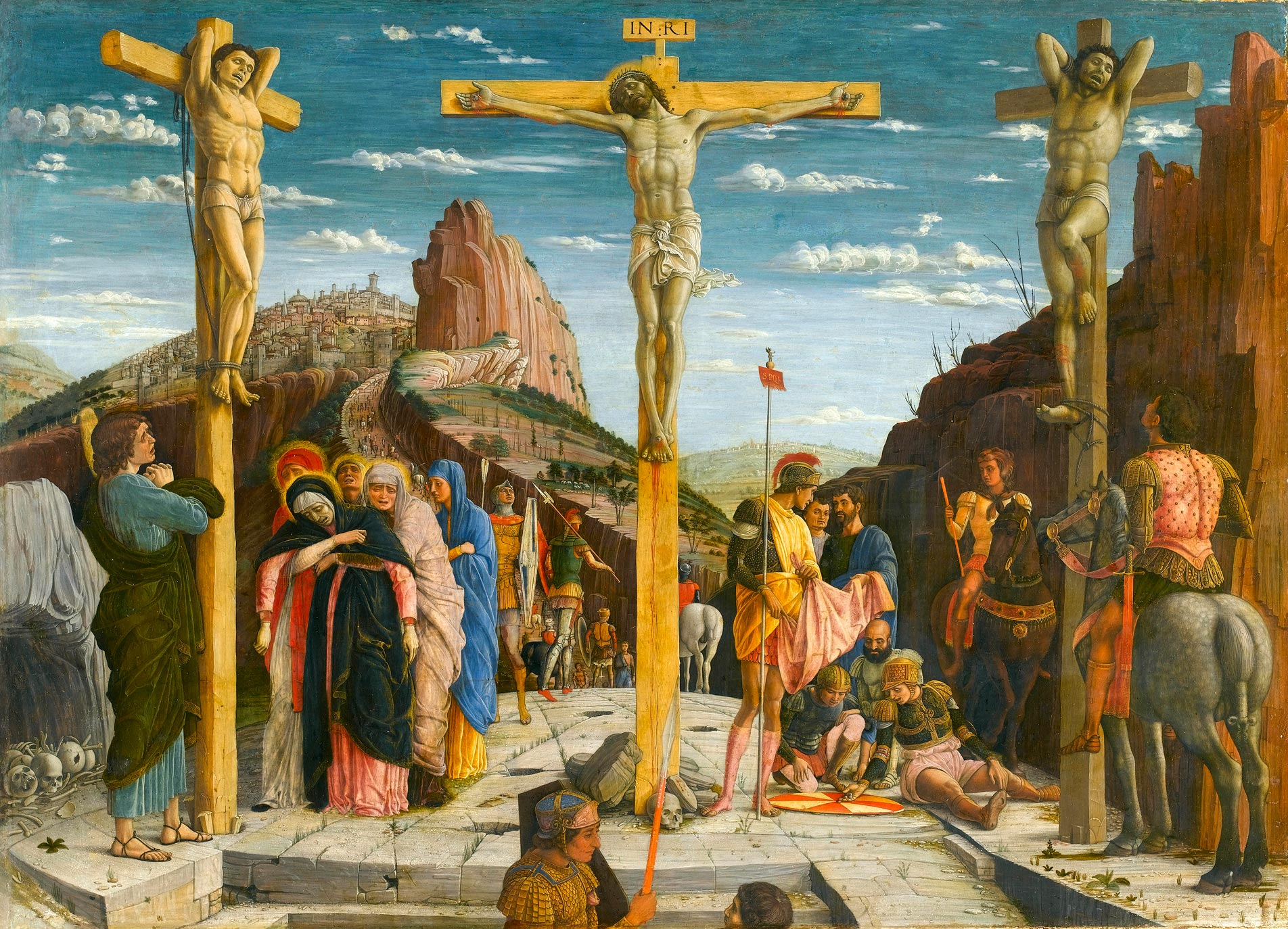
Распятие, или Голгофа (панель алтаря Алтаря Сан Дзено). 1457—1459. Лувр, Париж.
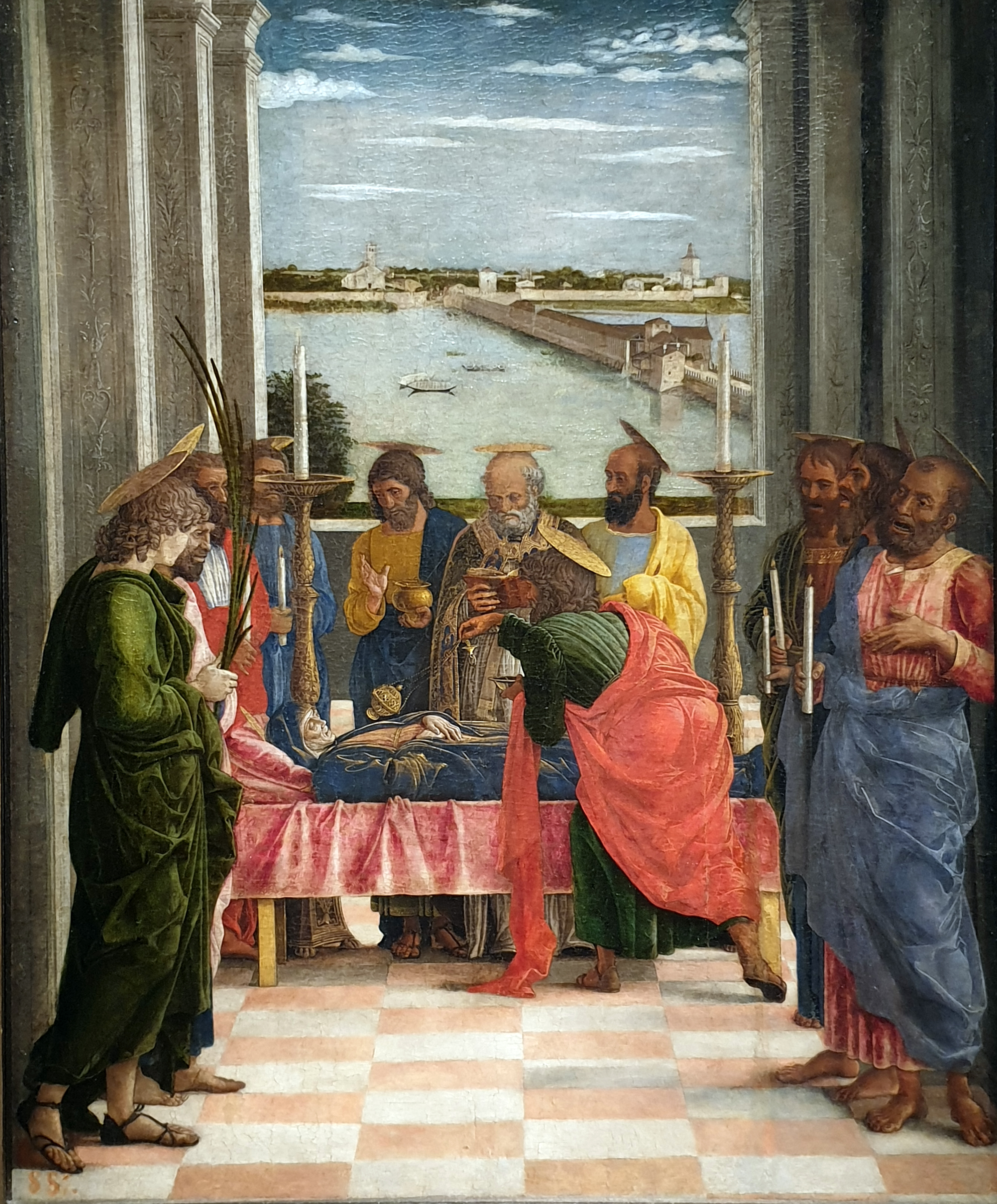
Смерть Марии. 1462. Музей Прадо, Мадрид
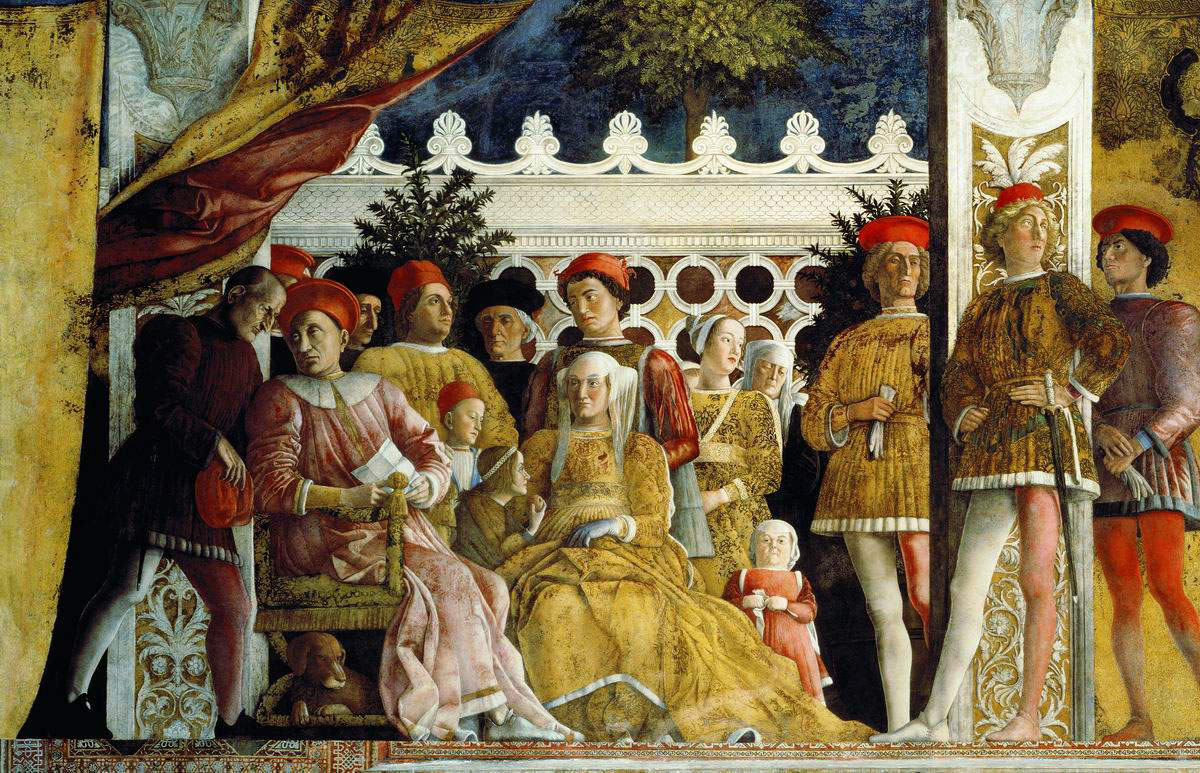
Фреска в Камере дельи Спози. 1474. Мантуя
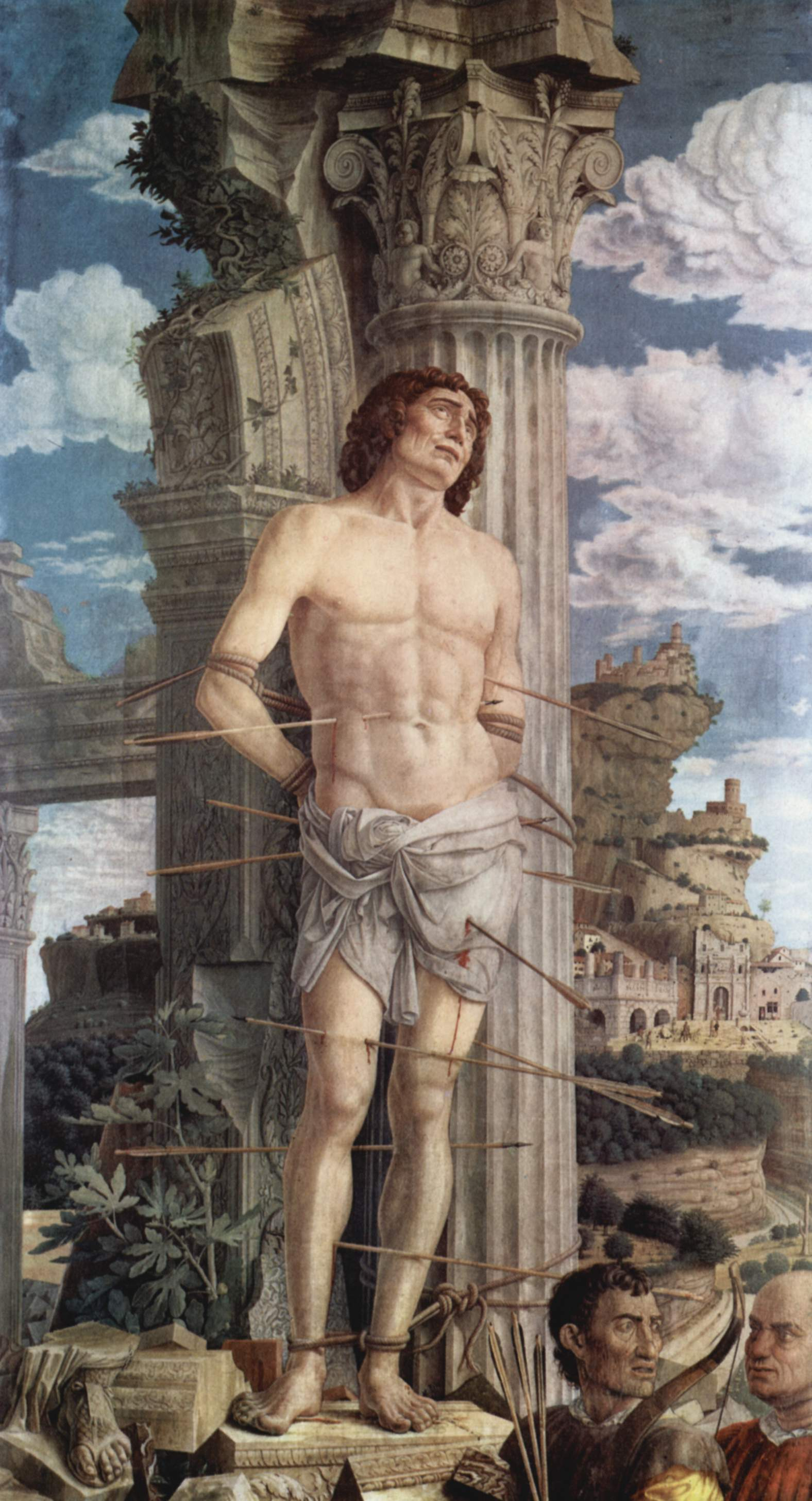
Святой Себастьян. 1480. Лувр, Париж
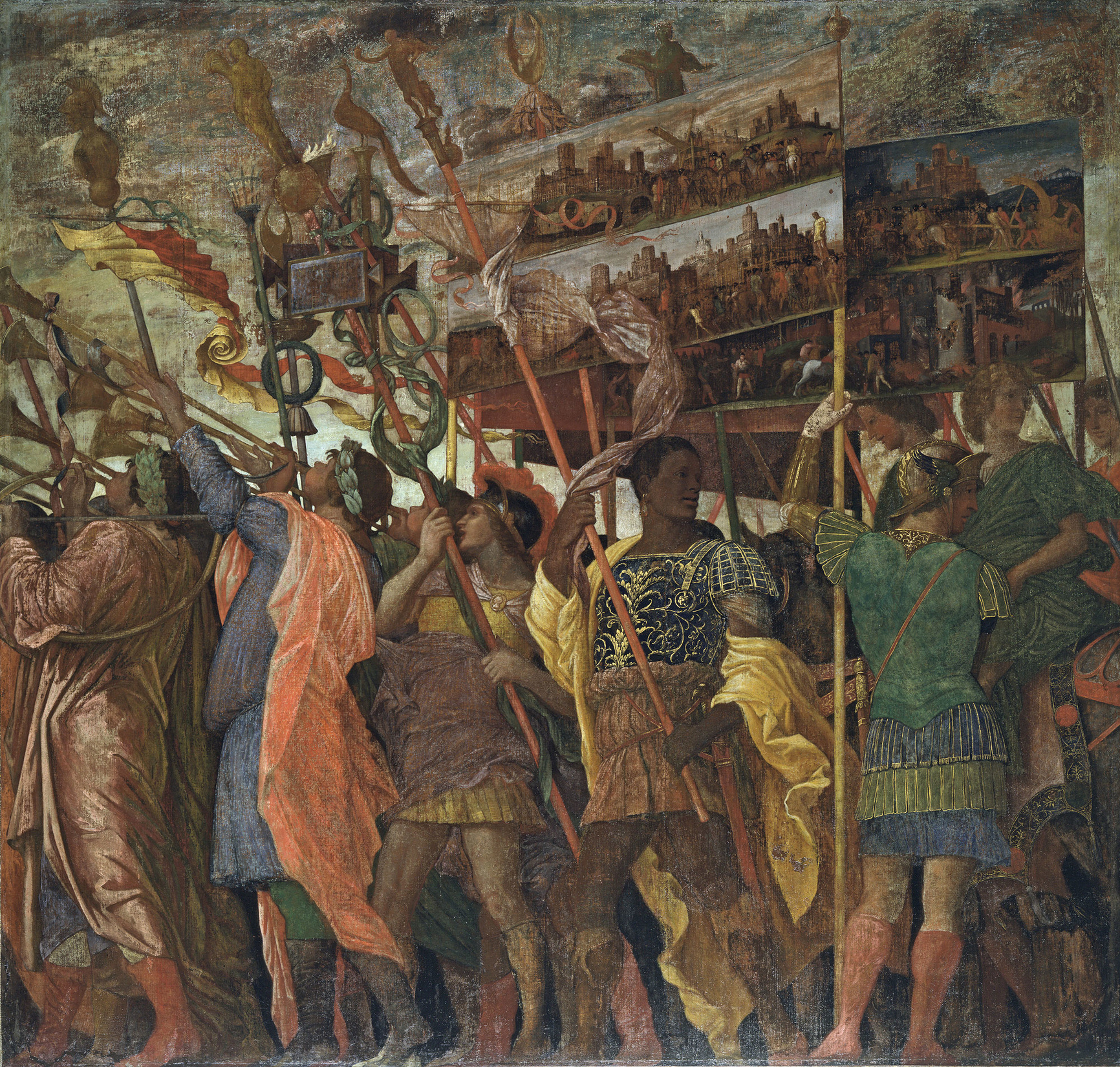
Триумф Цезаря. 1485—1488. Хэмптон-корт, Лондон
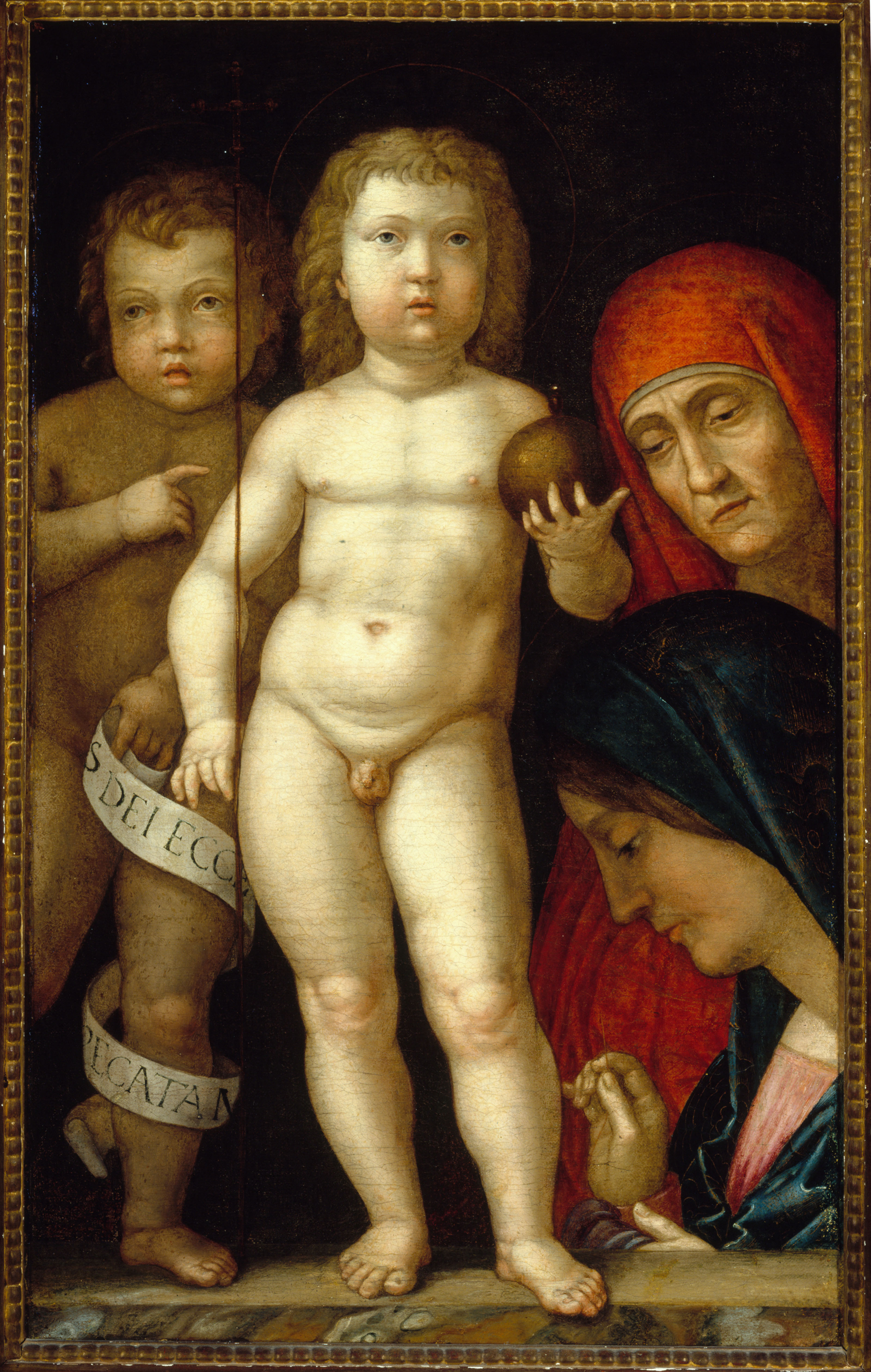
Святое семейство с Царём Мира. 1490-е гг. Пти-Пале, Париж
Парнас. 1497. Лувр, Париж
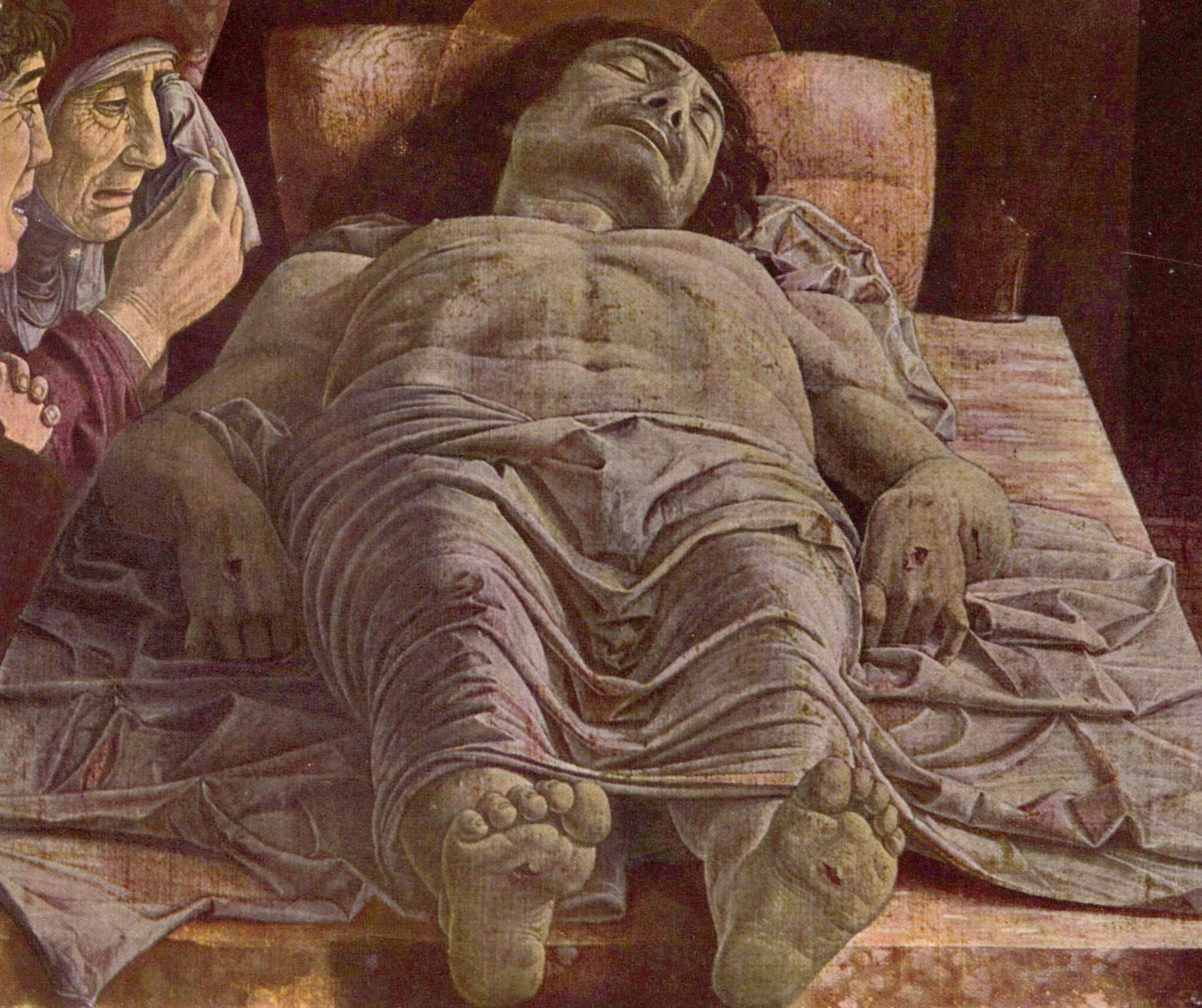
Мёртвый Христос. Ок. 1500. Пинакотека Брера, Милан

До XIX века художнику ошибочно приписывалось авторство колод карт Тарокки Мантеньи, сохранившие такое название даже после опровержения его авторства.